# Syntaktyka (logika)
Syntaktyka – jeden z trzech głównych działów semiotyki, obok semantyki i pragmatyki. Syntaktyka bada funkcje syntaktyczne – relacje, które zachodzą między wyrażeniami (znakami językowymi) wewnątrz języka i które mają charakter formalny. Podstawowe relacje syntaktyczne to np. implikacja (wynikanie) czy reprezentowanie stałych przez zmienne.
Syntaktyka, jako nauka o formalnych relacjach między znakami językowymi, stanowi zbiór reguł pozwalających na składanie (formowanie) wyrażeń oraz na ich transformację. Reguły formowania wyrażeń pozwalają poprawnie łączyć wyrażenia w wyrażenia bardziej złożone. Reguły transformacji wyrażeń, np. reguły dedukcyjne takie jak reguła podstawiania czy reguła odrywania, pozwalają poprawnie otrzymywać jedne wyrażenia z innych – w ten sposób, by ich właściwości, rozumiane jako przynależenie do pewnego systemu wyrażeń, pozostały zachowane.